# Mertensophryne taitana
Mertensophryne taitana là một loài cóc trong họ Bufonidae.
Loài này có ở Cộng hòa Dân chủ Congo, Kenya, Malawi, Mozambique, Tanzania, và Zambia.
Các môi trường sống tự nhiên của chúng là xavan khô, xavan ẩm, vùng đất có cây bụi nhiệt đới hoặc cận nhiệt đới, đồng cỏ khô nhiệt đới hoặc cận nhiệt đới vùng đất thấp, đồng cỏ nhiệt đới hoặc cận nhiệt đới vùng đất cao, sông, đầm nước ngọt, đầm nước ngọt có nước theo mùa, đất canh tác, các đồn điền, vườn nông thôn, và kênh đào và mương rãnh.